# 李清泉 (1965年)
李清泉（1965年1月—），男，安徽天长人，中国遥感测绘专家，中国工程院院士，国际欧亚科学院院士，俄罗斯工程院外籍院士。

## 生平
1965年1月出生于安徽天长市。1981年毕业于安徽省天长中学，同年考入武汉测绘科技大学摄影测量与遥感专业，1985年大学毕业后在著名测绘学专家李德仁院士门下攻读工学博士及从事科研与教育的工作。2001年至2012年间任武汉大学副校长，常务副校长及党委常委。
2012年7月，任深圳大学校长。2018年2月24日，当选为第十三届全国人大代表。2020年12月，任深圳大学党委书记。2022年2月，卸任深圳大学校长。

## 荣誉
曾獨立完成“面向对象GIS基础软件的研究”中的数据结构研究，荣获中國国家科学技术进步奖二等奖。
2017年10月，获得何梁何利基金“科学与技术进步奖”。
2022年2月，获得2021年度深圳市科学技术奖“市长奖”。
2023年11月，当选中国工程院院士。

## 轶事
2012年初，时任中共深圳市委书记王荣到湖北考察期间，就悬而未决的深圳大学校长人选向时任中共湖北省委书记李鸿忠求援，李鸿忠表示大力支持，积极推荐最佳人选。经过精挑细选，深圳市最终确定由原武汉大学副校长李清泉教授出任深圳大学校长，并获得中共广东省委认可。